# Le Châtelet-sur-Retourne
Pour les articles homonymes, voir Châtelet et Retourne (homonymie).
Le Châtelet-sur-Retourne, parfois appelée simplement Châtelet-sur-Retourne, est une commune française située dans le département des Ardennes, en région Grand Est.

## Géographie
|             | Tagnon                |          |
| Bergnicourt | Châtelet-sur-Retourne | Neuflize |
|             | Ménil-Lépinois        |          |

La commune du Châtelet-sur-Retourne est située au sud du département des Ardennes (Champagne-Ardenne) à moins de 1 km de la voie rapide reliant Reims à Rethel. Elle est située sur une des rives de la Retourne (rivière).

### Hydrographie
La commune est dans la région hydrographique « la Seine du confluent de l'Oise (inclus) à l'embouchure » au sein du bassin Seine-Normandie. Elle est drainée par la Retourne, la Retourne et le Pilot,.
La Retourne, d'une longueur de 45 km, prend sa source dans la commune de Leffincourt et se jette  dans l'Aisne à Neufchâtel-sur-Aisne, après avoir traversé 18 communes.

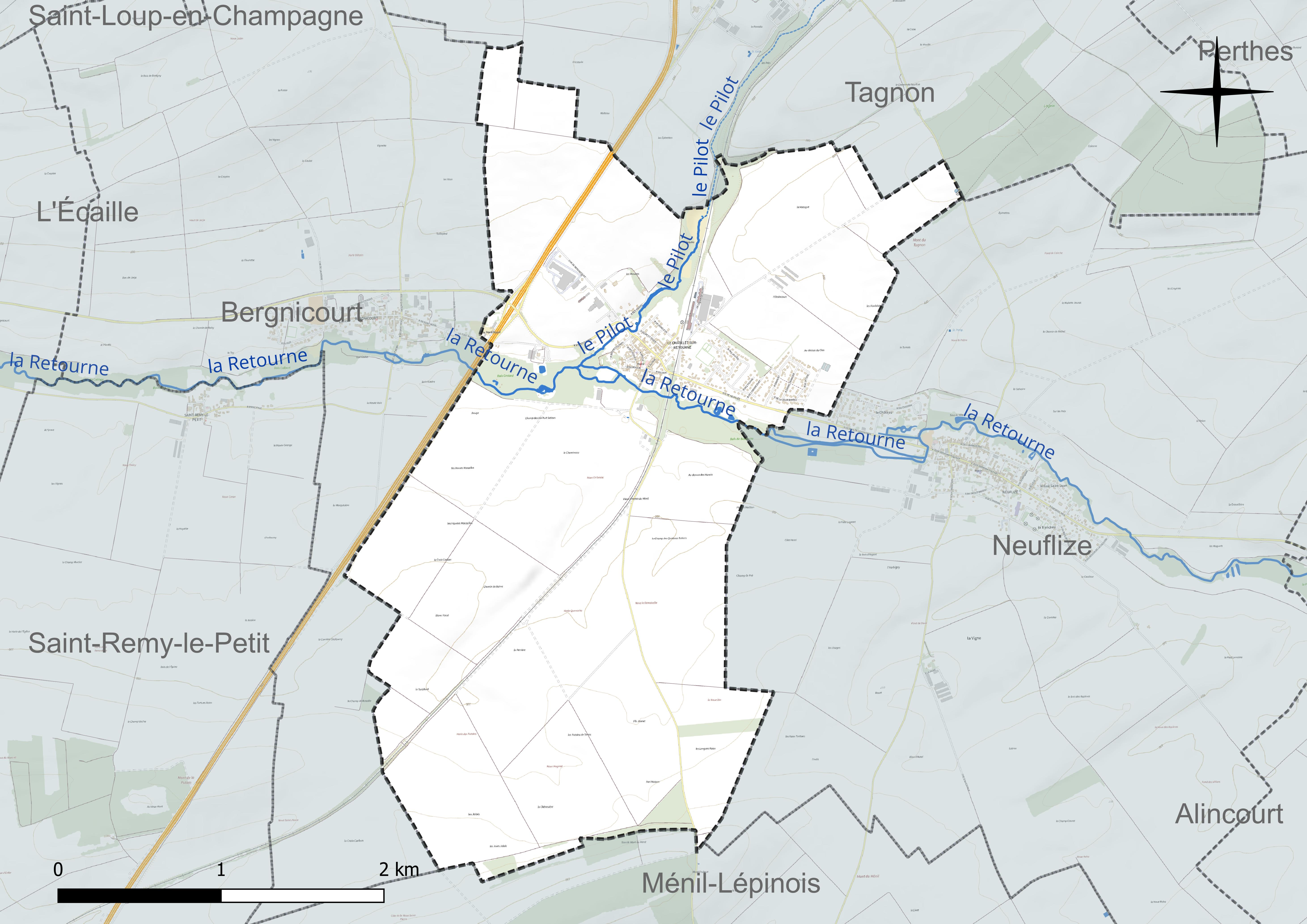
Réseau hydrographique du Châtelet-sur-Retourne.

### Climat
Pour des articles plus généraux, voir Climat du Grand Est et Climat des Ardennes.
En 2010, le climat de la commune est de type climat océanique dégradé des plaines du Centre et du Nord, selon une étude du Centre national de la recherche scientifique s'appuyant sur une série de données couvrant la période 1971-2000. En 2020, Météo-France publie une typologie des climats de la France métropolitaine dans laquelle la commune est exposée à un climat océanique altéré et est dans la région climatique Nord-est du bassin Parisien, caractérisée par un ensoleillement médiocre, une pluviométrie moyenne régulièrement répartie au cours de l’année et un hiver froid (3 °C).
Pour la période 1971-2000, la température annuelle moyenne est de 10,3 °C, avec une amplitude thermique annuelle de 15,6 °C. Le cumul annuel moyen de précipitations est de 703 mm, avec 11,9 jours de précipitations en janvier et 8,7 jours en juillet. Pour la période 1991-2020, la température moyenne annuelle observée sur la station météorologique de Météo-France la plus proche, « Juniville », sur la commune de Juniville à 8 km à vol d'oiseau, est de 10,8 °C et le cumul annuel moyen de précipitations est de 704,4 mm. 
La température maximale relevée sur cette station est de 41,3 °C, atteinte le 25 juillet 2019 ; la température minimale est de −22,1 °C, atteinte le 13 janvier 1968,,.
Les paramètres climatiques de la commune ont été estimés pour le milieu du siècle (2041-2070) selon différents scénarios d'émission de gaz à effet de serre à partir des nouvelles projections climatiques de référence DRIAS-2020. Ils sont consultables sur un site dédié publié par Météo-France en novembre 2022.

## Urbanisme

### Typologie
Au 1er janvier 2024, Le Châtelet-sur-Retourne est catégorisée bourg rural, selon la nouvelle grille communale de densité à 7 niveaux définie par l'Insee en 2022.
Elle est située hors unité urbaine. Par ailleurs la commune fait partie de l'aire d'attraction de Reims, dont elle est une commune de la couronne,. Cette aire, qui regroupe 294 communes, est catégorisée dans les aires de 200 000 à moins de 700 000 habitants,.

### Occupation des sols
L'occupation des sols de la commune, telle qu'elle ressort de la base de données européenne d’occupation biophysique des sols Corine Land Cover (CLC), est marquée par l'importance des territoires agricoles (88,8 % en 2018), en diminution par rapport à 1990 (90,1 %). La répartition détaillée en 2018 est la suivante : 
terres arables (88,2 %), zones urbanisées (6,9 %), forêts (4,2 %), zones agricoles hétérogènes (0,7 %). L'évolution de l’occupation des sols de la commune et de ses infrastructures peut être observée sur les différentes représentations cartographiques du territoire : la carte de Cassini (XVIIIe siècle), la carte d'état-major (1820-1866) et les cartes ou photos aériennes de l'IGN pour la période actuelle (1950 à aujourd'hui).

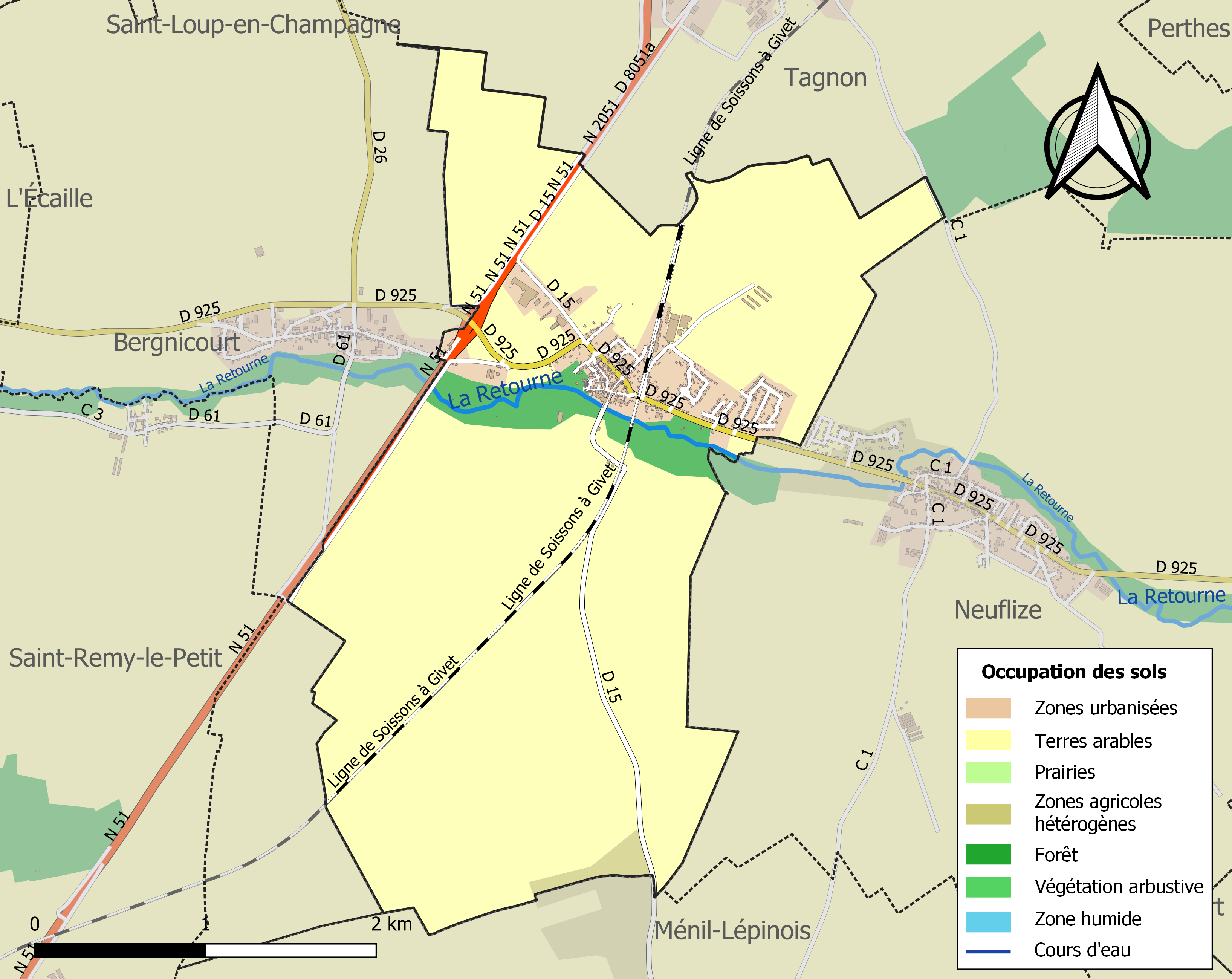
Carte des infrastructures et de l'occupation des sols de la commune en 2018 (CLC).

## Toponymie
Le Châtel est un toponyme dérivant du latin castella (pluriel de castellum) désignant un château.
La Retourne prend sa source dans la commune de Leffincourt et se jette  dans l'Aisne à Neufchâtel-sur-Aisne, après avoir traversé la commune.

## Histoire
- Décoration française. Croix de guerre 1914/1918. Décret du 11 octobre 1920.
- Au cours de l'été 2020, à la faveur de fouilles archéologiques préventives, quatorze corps de soldats français de la Première Guerre mondiale sont fortuitement découverts. Le corps d’Étienne d'Hotelans est rapidement identifié, notamment par une médaille de baptême, un crucifix, et une chevalière arborant les armoiries familiales.

### La gare
Le Châtelet-sur-Retourne possédait une gare sur la ligne de Soissons à Givet. Un premier bâtiment voyageurs « Est » de type B vera le jour, mais sera détruit lors de la Première Guerre mondiale. Il fut d'abord remplacé par un bâtiment provisoire en bois puis par un nouveau bâtiment voyageurs type « Reconstruction ». Le bâtiment, propriété de la SNCF, laissé à l'abandon, sera finalement détruit en 2022.
Cependant, depuis 2019, un projet de création d'une nouvelle halte est évoqué. De fait, au printemps 2023, la région Grand Est a commandé des études concernant la réouverture de la gare.

## Politique et administration
| Période                                  | Période                   | Identité                                          | Étiquette | Qualité             |
| ---------------------------------------- | ------------------------- | ------------------------------------------------- | --------- | ------------------- |
| 1971                                     | 1977                      | Henri Collot                                      |           |                     |
| 1977                                     | 1989                      | Daniel Deridder                                   |           |                     |
| mars 1989                                | mars 2008                 | Bernard Tailliart                                 |           |                     |
| mars 2008                                | mars 2014                 | Daniel Leloux                                     |           |                     |
| mars 2014                                | décembre 2016             | Didier Chevrier                                   |           |                     |
| janvier 2017                             | En cours (au 23 mai 2020) | Jean-Michel Mavel, Réélu pour le mandat 2020-2026 |           | Cadre administratif |
| Les données manquantes sont à compléter. |                           |                                                   |           |                     |

### Jumelages
Le Châtelet-sur-Retourne est jumelée avec Escolives-Sainte-Camille dans le département de l'Yonne.

## Démographie
L'évolution du nombre d'habitants est connue à travers les recensements de la population effectués dans la commune depuis 1793. Pour les communes de moins de 10 000 habitants, une enquête de recensement portant sur toute la population est réalisée tous les cinq ans, les populations de référence des années intermédiaires étant quant à elles estimées par interpolation ou extrapolation. Pour la commune, le premier recensement exhaustif entrant dans le cadre du nouveau dispositif a été réalisé en 2005.

En 2022, la commune comptait 775 habitants, en évolution de −1,77 % par rapport à 2016 (Ardennes : −2,97 %, France hors Mayotte : +2,11 %).
| 1793 | 1800 | 1806 | 1821 | 1831 | 1836 | 1841 | 1846 | 1851 |
| ---- | ---- | ---- | ---- | ---- | ---- | ---- | ---- | ---- |
| 290  | 305  | 298  | 295  | 389  | 399  | 408  | 424  | 434  |

| 1866 | 1872 | 1876 | 1881 | 1886 | 1891 | 1896 | 1901 | 1906 |
| ---- | ---- | ---- | ---- | ---- | ---- | ---- | ---- | ---- |
| 390  | 401  | 387  | 369  | 361  | 351  | 340  | 331  | 344  |

| 1911 | 1921 | 1926 | 1931 | 1936 | 1946 | 1954 | 1962 | 1968 |
| ---- | ---- | ---- | ---- | ---- | ---- | ---- | ---- | ---- |
| 347  | 348  | 384  | 403  | 369  | 283  | 350  | 338  | 398  |

| 1975 | 1982 | 1990 | 1999 | 2005 | 2006 | 2010 | 2015 | 2020 |
| ---- | ---- | ---- | ---- | ---- | ---- | ---- | ---- | ---- |
| 339  | 362  | 568  | 528  | 546  | 531  | 667  | 784  | 776  |

| 2022 | - | - | - | - | - | - | - | - |
| ---- | - | - | - | - | - | - | - | - |
| 775  | - | - | - | - | - | - | - | - |

## Culture locale et patrimoine

### Lieux et monuments
- Église Saint-Nicolas du Châtelet-sur-Retourne.

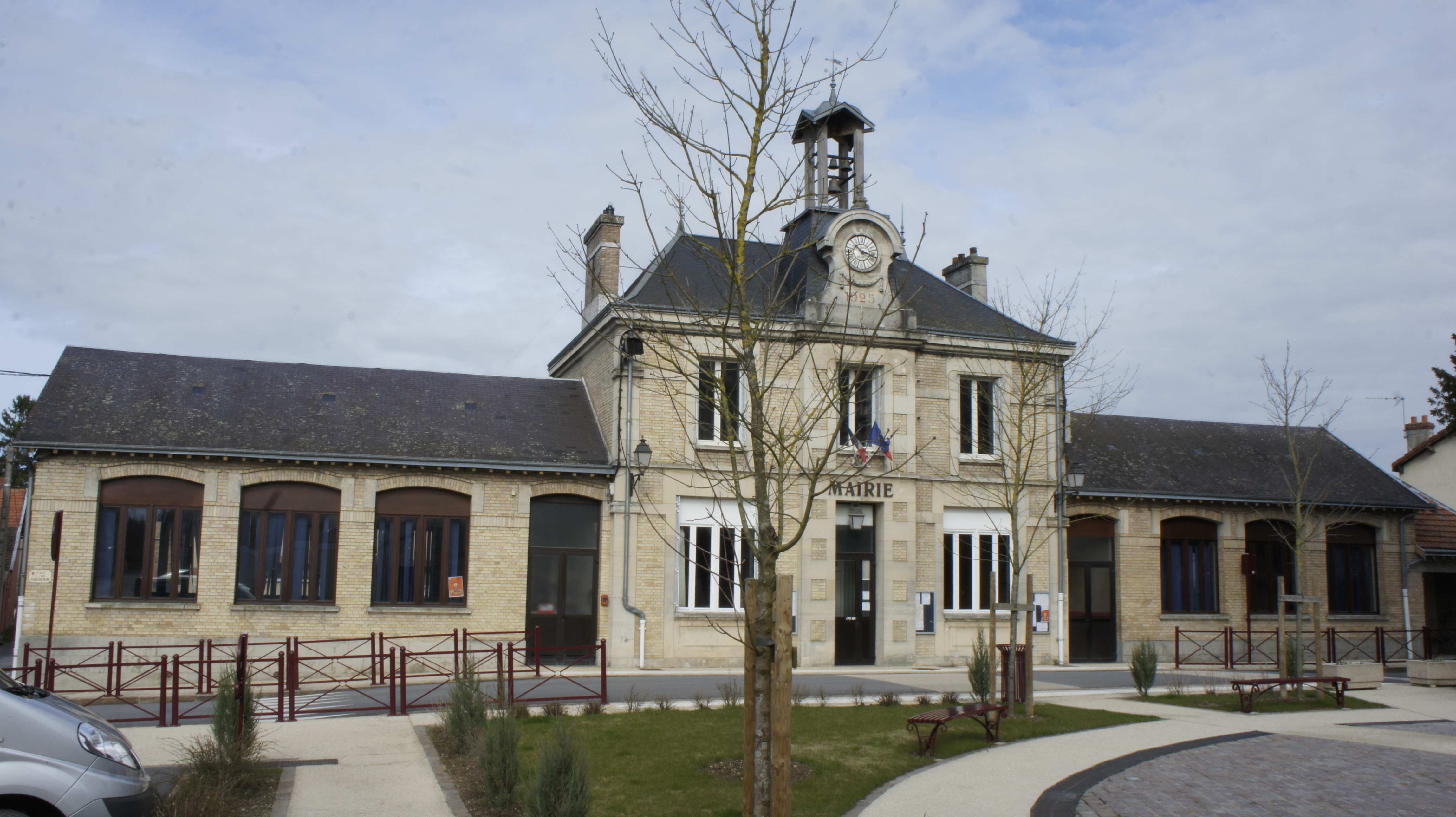
Maison commune.
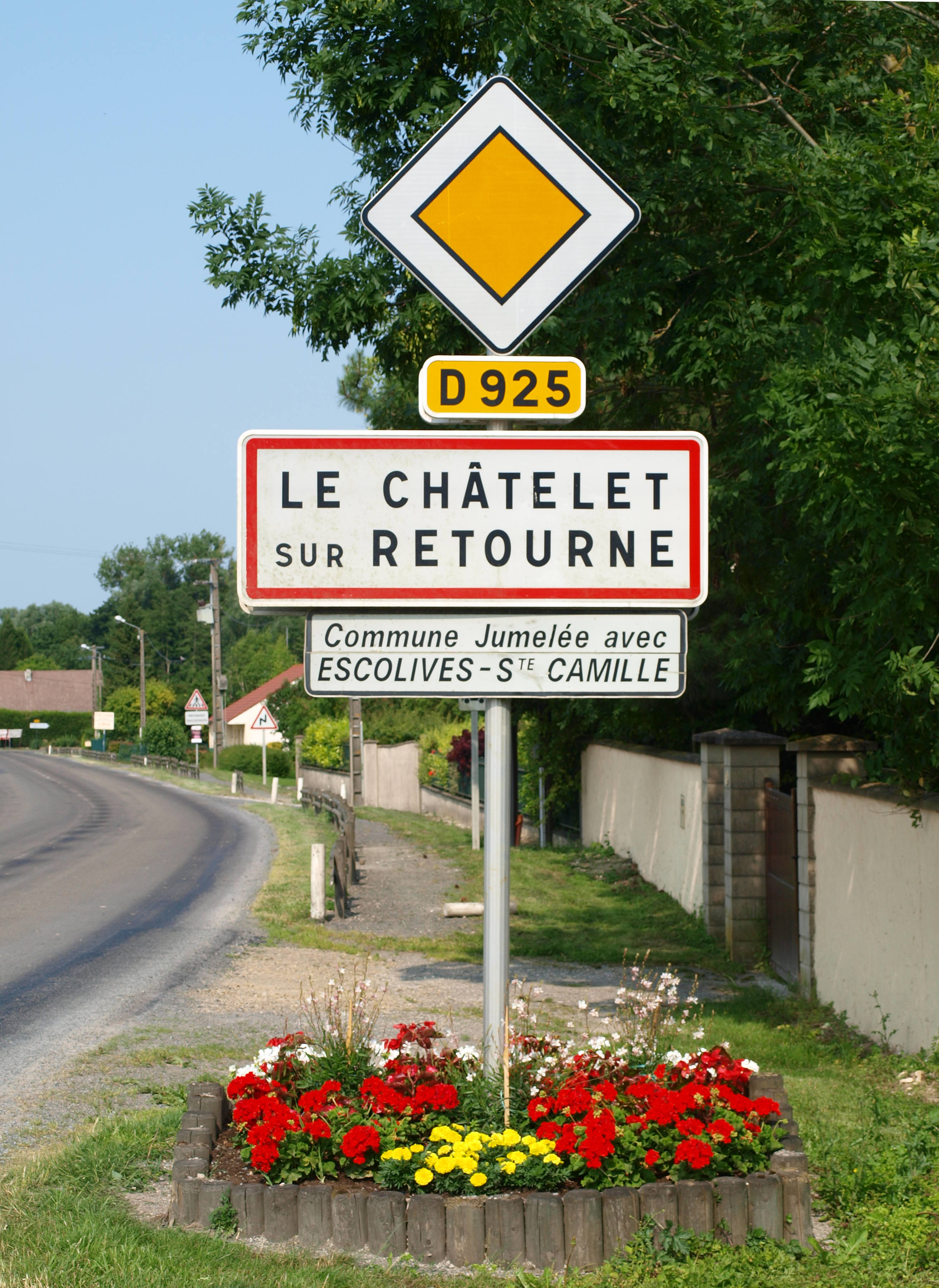
Entrée.
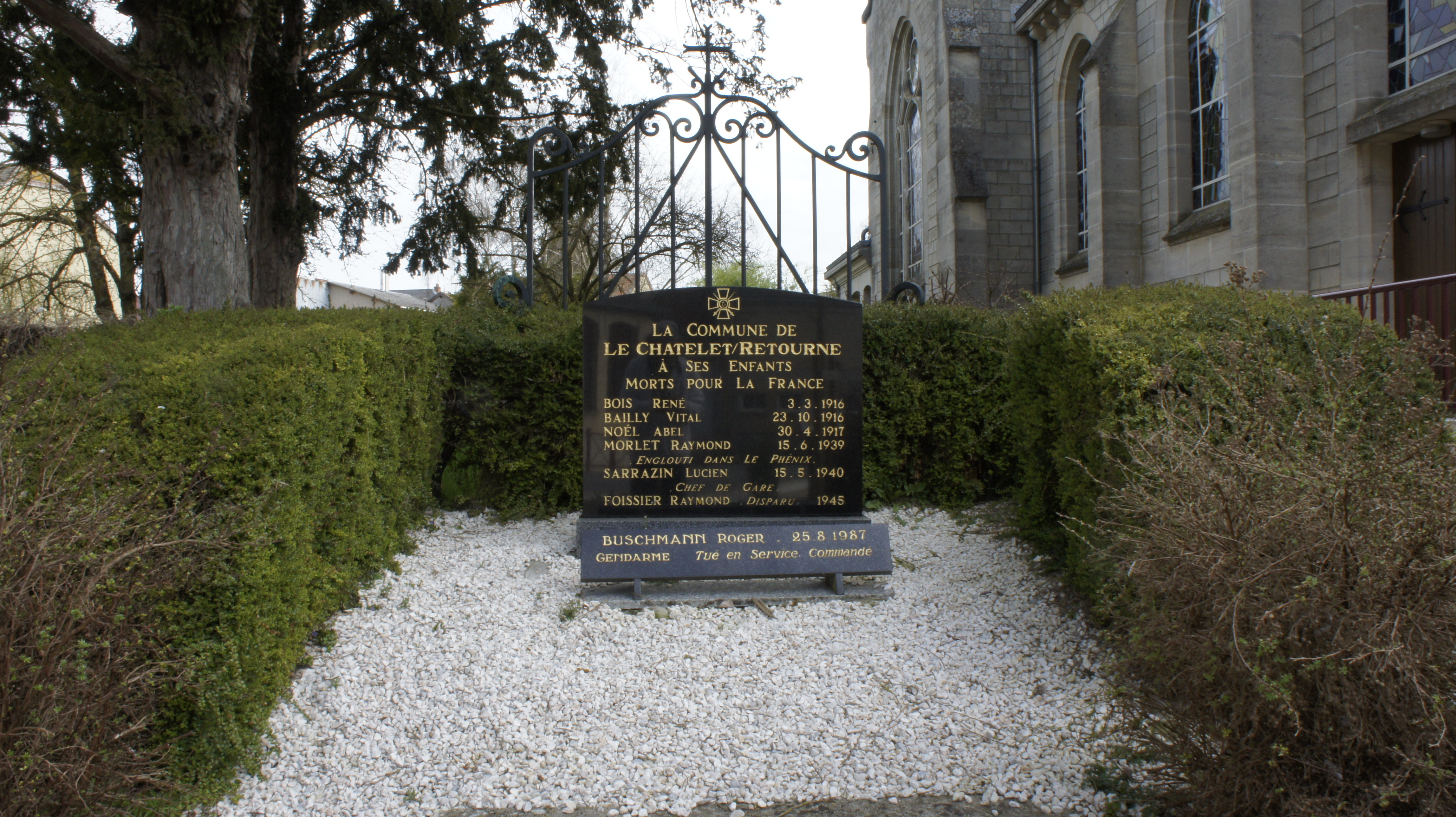
Monument aux morts.

### Personnalités liées à la commune
Étienne Broch d'Hotelans, un capitaine d'infanterie pendant la Première Guerre mondiale, fut porté disparu le 1er septembre 1914. Son corps sera retrouvé et identifié en 2020 sur cette même commune, parmi treize autres soldats français non identifiés.

### Héraldique
| Blason de Le Châtelet-sur-Retourne | Blason  | De gueules à la lettre capitale C d'or surmontée de deux râteaux démanchés du même. |
| Blason de Le Châtelet-sur-Retourne | Détails | Création Paul Laurent, 1904.                                                        |